# Grand Prix automobile de Syracuse
Le Grand Prix automobile de Syracuse est une épreuve de course automobile créée en 1951. Elle a fait partie des courses de Formule 1 hors-championnat du monde.

## Palmarès

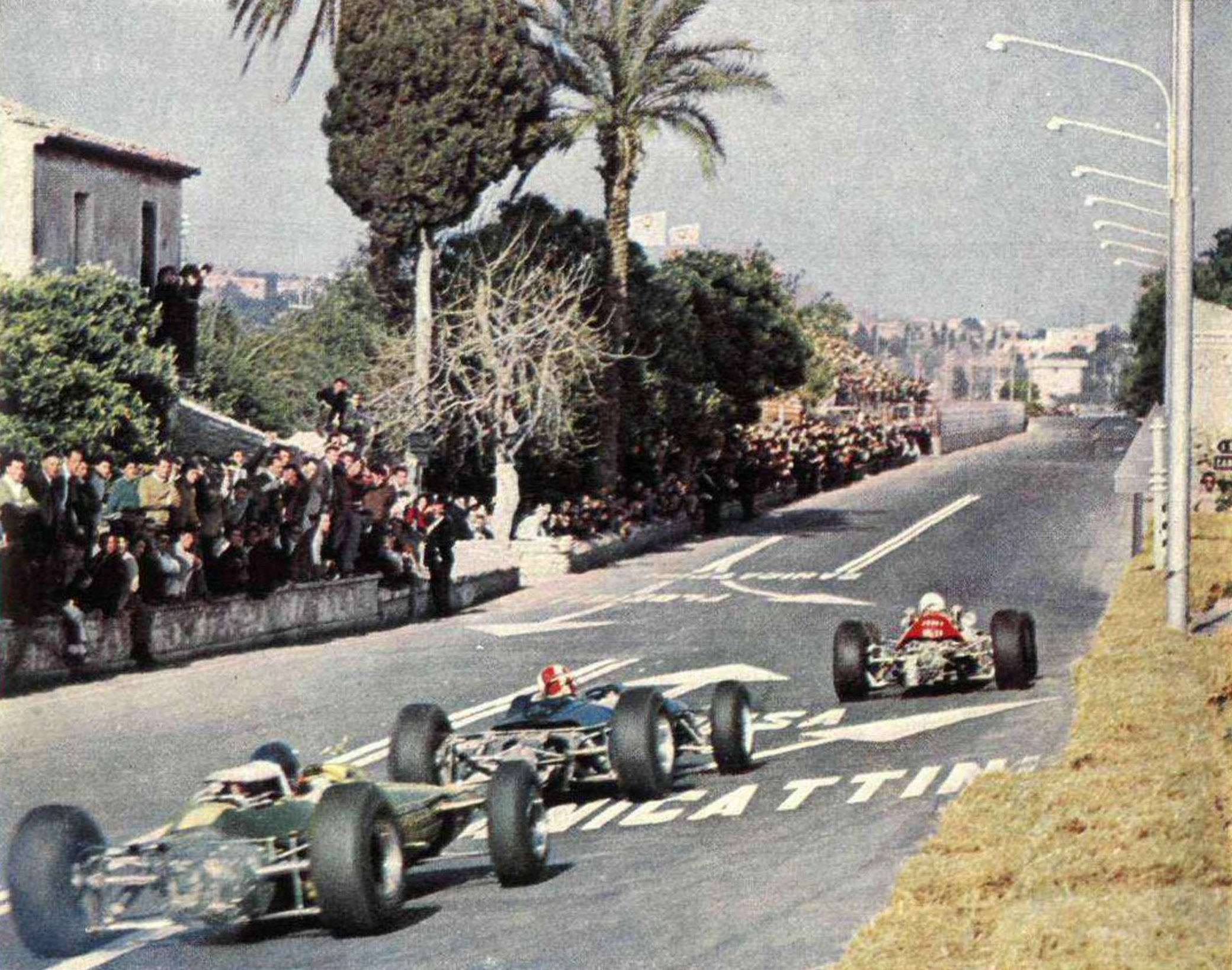
Année 1965

| Année | Vainqueur                       | Voiture         | Catégorie | Circuit   | Résultats |
| ----- | ------------------------------- | --------------- | --------- | --------- | --------- |
| 1951  | Luigi Villoresi                 | Ferrari         | Formule 1 | Syracuse  | Résultats |
| 1952  | Alberto Ascari                  | Ferrari         | Formule 2 | Syracuse  | Résultats |
| 1953  | Emmanuel de Graffenried         | Maserati        | Formule 2 | Syracuse  | Résultats |
| 1954  | Giuseppe Farina                 | Ferrari         | Formule 1 | Syracuse  | Résultats |
| 1955  | Tony Brooks                     | Connaught       | Formule 1 | Syracuse  | Résultats |
| 1956  | Juan Manuel Fangio              | Ferrari         | Formule 1 | Syracuse  | Résultats |
| 1957  | Peter Collins                   | Ferrari         | Formule 1 | Syracuse  | Résultats |
| 1958  | Luigi Musso                     | Ferrari         | Formule 1 | Syracuse  | Résultats |
| 1959  | Stirling Moss                   | Cooper-Borgward | Formule 2 | Syracuse  | Résultats |
| 1960  | Wolfgang von Trips              | Ferrari         | Formule 2 | Syracuse  | Résultats |
| 1961  | Giancarlo Baghetti              | Ferrari         | Formule 1 | Syracuse  | Résultats |
| 1962  | Non couru                       | Non couru       | Non couru | Non couru | Non couru |
| 1963  | Joseph Siffert                  | Lotus-BRM       | Formule 1 | Syracuse  | Résultats |
| 1964  | John Surtees                    | Ferrari         | Formule 1 | Syracuse  | Résultats |
| 1965  | Jim Clark                       | Lotus-Climax    | Formule 1 | Syracuse  | Résultats |
| 1966  | John Surtees                    | Ferrari         | Formule 1 | Syracuse  | Résultats |
| 1967  | Mike Parkes Ludovico Scarfiotti | Ferrari         | Formule 1 | Syracuse  | Résultats |